# Kostel Saint-Nicolas-des-Champs
Kostel Saint-Nicolas-des-Champs (doslovně svatého Mikuláše v Polích) je katolický farní kostel ve 3. obvodu v Paříži, v ulici Rue Saint-Martin.

## Historie
Ke konci 11. století zřídilo převorství Saint-Martin-des-Champs kapli zasvěcenou sv. Mikuláši pro řemeslníky a sedláky, kteří sídlili v okolí. Kaple je zmiňována v bule papeže Kalixta II. z roku 1119. Na přelomu 12. a 13. století byla přestavěna na větší kostel, ze kterého se však dnes nic nedochovalo. V roce 1184 se stal Saint-Nicolas-des-Champs farním kostelem. Dnešní kostel byl postaven mezi lety 1420 a 1480 a v 16. a počátkem 17. století byl rozšířen. V roce 1615 byly stavební práce dokončeny. V roce 1668 byla věž zvýšena o jedno patro. V polovině 18. století byly podle soudobého vkusu pilíře chóru upraveny na kanelurové dórské sloupy a původní barevné vitráže nahrazeny bílými tabulemi.
Během Velké francouzské revoluce byl kostel uzavřen a posléze přeměněn na Chrám Hymnu a Věrnosti. V roce 1802 byl po uzavření konkordátu opět předán katolické církvi.
V roce 1887 byl kostel zanesen na seznam historických památek.

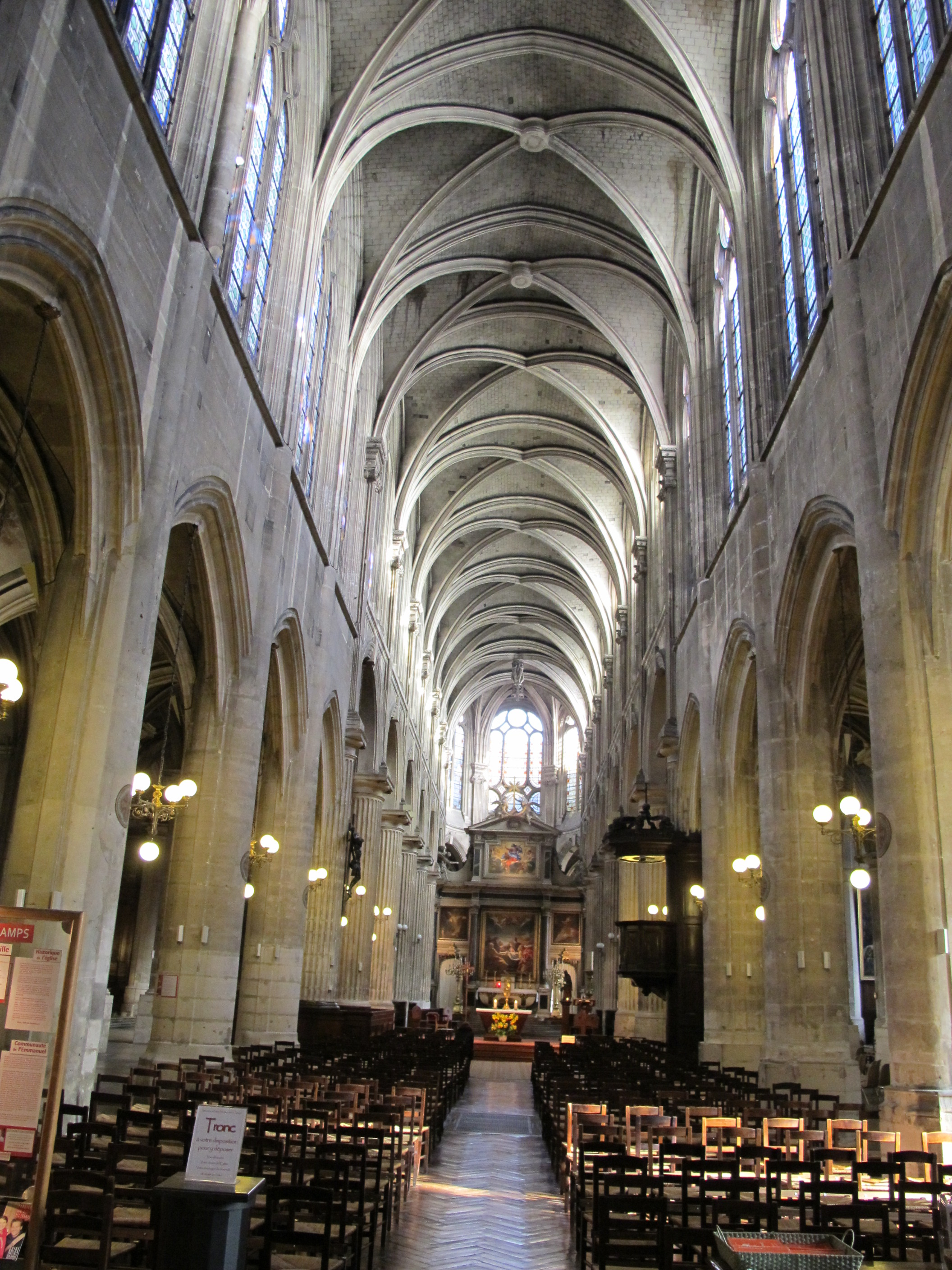
Hlavní loď kostela

## Architektura
Nad jižní boční lodí za pravým štítem se zdvihá zvonice, jejíž spodní patro pochází z 15. století. Je na všech třech patrech a na všech čtyřech stranách opatřená zašpičatělými spojenými arkádami. Na její západní straně je připojena úzká šestiboká věž se schodištěm. Štít na západní fasádě kostela je opatřen rozetou. Pod ní se nachází velké okno s kružbou ve stylu flamboyatntní gotiky.
Západní portál je opatřený kraby a bájnými postavami a obklopen archivoltou. Na vnitřních obloucích jsou postavy andělů sedící pod baldachýnem a držící nástroje Kristova umučení. Vnější oblouky jsou zdobeny vinnými listy a hrozny. Sochy po obou stranách portálu vytvořil kolem roku 1843 Louis Desprez a nahradily původní, které byly zničeny během Francouzské revoluce. Představují apoštoly Petra a Pavla, svatou Cecílii, patronku církevní hudby, svatou Jenovéfu, patronku města Paříže, svatého Mikuláše a Jana Křtitele.
Jižní portál vznikl kolem roku 1580 podle plánů Philiberta Delorma (1510–1570). Je členěný čtyřmi žlábkovanými pilastry s korintskými hlavicemi. Mezi nimi se nacházejí medailony z černého mramoru, ze kterých vycházejí girlandy. Nad nimi běží vlys s arabeskami, kymami a dalšími ozdobnými tvary. Je zakončený trojúhelníkovým frontonem se dvěma anděli hrajícími na hudební nástroje. Štít nad vchodem je zdoben reliéfem s anděly.
Interiér je rozdělen do pěti lodí. Část hlavní lodě a jižní část boční lodě pocházejí ještě z gotické výstavby. Svými špičatými arkádami se odlišují od východní části hlavní lodi a severní části bočních lodí, které mají obloukové arkády ze 16. století. Chór s chórovým ochozem a kaplemi vznikl v letech 1613–1615. Dvoupodlažní střední loď je zakončená křížovou klenbou a ústí do okrouhlého chóru přestavěného v 18. století. Kostel je bez transeptu.

## Vybavení
Mramorový hlavní oltář vyrobil v roce 1629 sochař Jacques Sarazin (1592–1670). Oltářní obraz Les Apôtres au tombeau de la Vierge (Apoštolové u Mariina hrobu) a L'Assomption de la Vierge (Nanebevzetí Panny Marie) vytvořil Simon Vouet (1590–1649).
Další malby v kostele jsou:

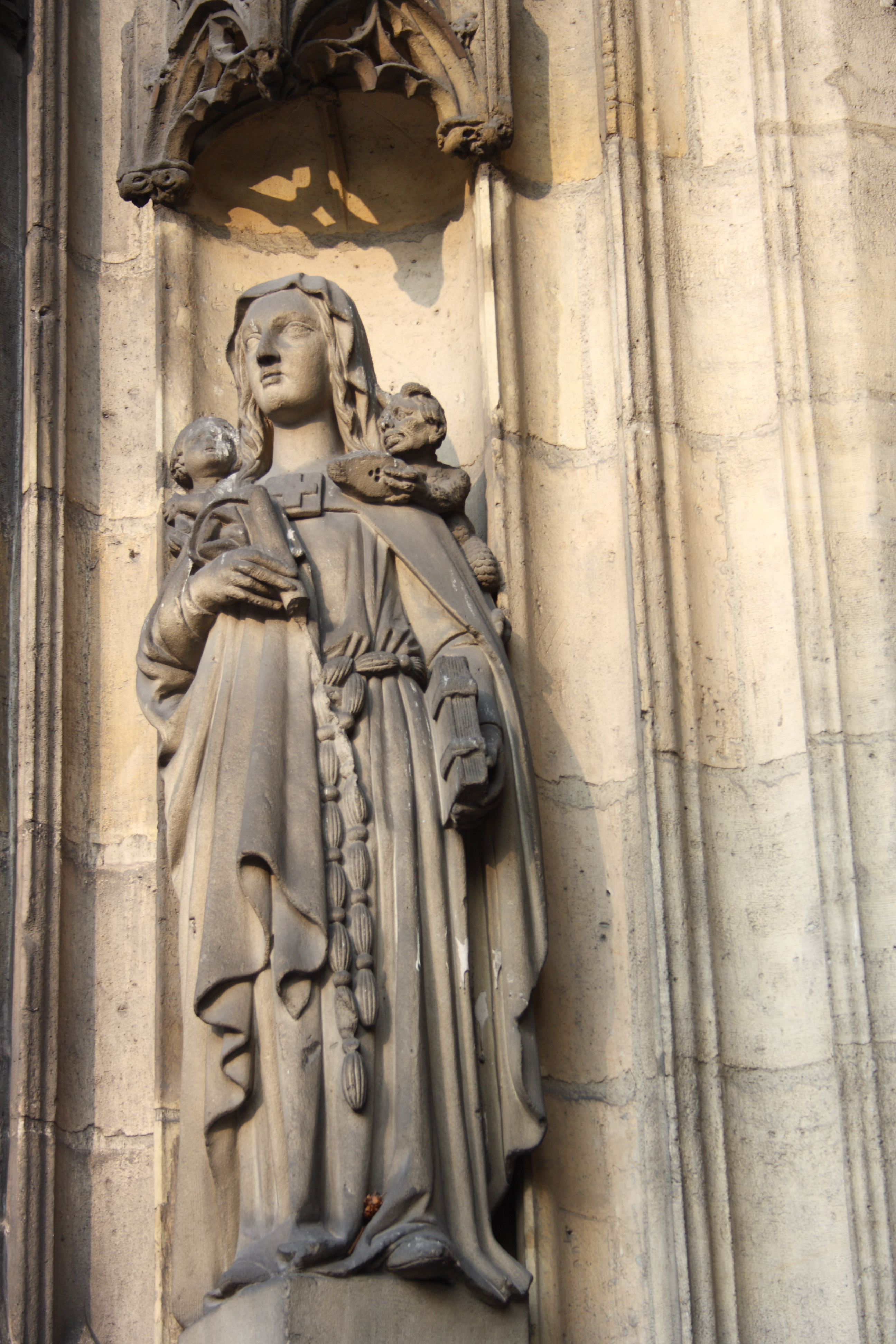
Socha sv. Jenovéfy na portálu

- L'Ascension (Nanebevstoupení Páně), Claude Vignon (1593–1670), v pravé boční lodi
- Sainte Geneviève gardant ses moutons (Svatá Jenovéfa pase své ovečky), Étienne Jeaurat (1699–1789), oltářní obraz v kapli sv. Jenovéfy
- Le Baptême du Christ (Křtění Krista), Gaudenzio Ferrari (1484–1546), v kapli sv. Mikuláše chórového ochozu
- La Circoncision (Obřezání), Louis Finson (1580–1617), v kapli Relikvií v chórovém ochozu
- La Vierge de la famille de Vic (Panna rodiny Vic), Frans Pourbus der Jüngere (1569–1622), v kapli sv. Anny
- L'Assomption (Nanebevzetí Panny Marie), L'Annonciation (Zvěstování), Le Christ ressuscité apparaissant à sa mère (Zmrtvýchvstalý Kristus se zjevuje své matce), Georges Lallemant (1575–1636), stropní malby v kapli sv. Anny
- La Circoncision (Obřezání), Giovanni Battista Trotti (1555–1619), v kapli Spasitele
- La Vierge de la Pitié (Pieta), Georges Lallemant, v severní boční lodi
- L'Adoration des Bergers (Uctívání Pastýře), Noël-Nicolas Coypel (1690–1734), v kapli Panny Marie

Varhany jsou v kostele zmiňovány již v roce 1418. Současný nástroj vytvořil v roce 1777 varhanář François-Henri Clicquot. V roce 1834 se zdejším varhaníkem stal Louis Braille. Varhany v roce 1930 renovoval Victor Gonzales. Jsou zakončeny sochou sv. Mikuláše obklopenou hrajícími anděly.